# Musaranya lunar
La musaranya lunar (Sylvisorex lunaris) és una espècie de mamífer de la família de les musaranyes. Viu a Burundi, Ruanda i Uganda. El seu hàbitat natural són els montans humits subtropicals o tropicals.